# عتامة (ملحان)

تعديل مصدري - تعديل

عتامة هي إحدى قرى عزلة بني وهب بمديرية ملحان التابعة لمحافظة المحويت، بلغ تعداد سكانها 1035 نسمة حسب تعداد اليمن لعام 2004.